# Programi socialne vključenosti
Socialna vključenost pomeni integracijo v družbo za tiste najbolj ranljive posameznike, ki so pogosto potisnjeni na njeno obrobje. Vključenost predstavlja moralno pravico vsakega posameznika. Konkretno pomenijo programi socialne vključenosti zaposlitveno rehabilitacijo invalidov oz. podporo, ohranjanje in razvijanje njihovih delovnih sposobnosti. V programe se vključujejo invalidi, ki zaradi svoje invalidnosti niso zaposljivi, kar določa Zavod Republike Slovenija za zaposlovanje. Opredeljeni so v 35. členu zakona o zaposlitveni rehabilitaciji in zaposlovanju invalidov.

## Zakaj potrebujemo programe socialne vključenosti?
Invalidne osebe so zaradi svojih omejitev in specifičnih značilnosti podvržene različnim vrstam izobčenja in odrinjenja na družbeni rob. Temu se pravi socialno izključevanje in je bil ta prevladujoči način obravnavanja socialno šibkejše v preteklosti.
Koncept socialne izključenosti je večplasten pojem v odnosu do socialnih, ekonomskih in političnih norm, ki se nanašajo na določene marginalizirane skupine. Evropska komisija opredeljuje koncept socialne izključenosti širše, in sicer kot »proces, preko katerega so različne osebe ali skupine potisnjene na obrobje družbe in so onemogočene določenega družbenega udejstvovanja, izključno zaradi diskriminacije ali marginalizacije«. Koncept se nanaša torej na vse vrste marginaliziranih oseb: osebe z nizkim socialno-ekonomskim statusom, brezposelne, hendikapirane, duševno motene, rasne ali spolne manjšine, priseljenci, osipniki itd. V Sloveniji pa se programi socialne vključenosti osredotočajo predvsem na zaposlitveno reintegracijo invalidnih oseb.

### Zgodovinski vidik socialne izključenosti
Socialna izključenost je pojem, ki izvira iz francoske socialistične vlade v srednjih 70ih letih. Francoska vlada ga je uporabljala za opis najbolj revnih v družbi – tistih, ki niso imeli dostopa do socialne podpore. Pojem izključenih (les exclus) se je razširil z vključitvijo tudi samomorilnih, starejših, invalidnih in zlorabljenih oseb. V 80ih letih je Evropska Unija privzela pojem socialne izključenosti najprej kot ključni koncept pri svojem boju proti revščini, kasneje pa koncept revščine zamenjala s konceptom depriviligiranih, marginiliziranih skupin.

### Socialna izključenost invalidov
Specifično izključevanje invalidov ima korenine v medicinskem modelu obravnavanja invalidnosti, ki je primarno poudarjal deficit oz. disfunkcionalnost določenih telesnih sposobnosti in je dajal povod družbi, da je takšne osebe obravnavala kot nenormativne, kar je pomenilo, da so bile oproščene opravljanja družbenih del. Novejši sociopolitični model invalidnosti poudarja premik od odvisnosti do neodvisnosti in pojmuje koncept »invalidnosti« kot okoljsko, strukturno in stališčno bariero k »invalidovemu« družbenemu in zaposlitvenemu udejstvovanju.

### Učinki socialne izključenosti na posameznika
Vrsta raziskav kaže na neugodne učinke socialne izključenosti predvsem na mentalno zdravje marginaliziranih posameznikov. Ena najbolj temeljnjih človekovih potreb je potreba po pripadnosti. Zato, ko nam je uresničitev te potrebe onemogočena, pride do vrste čustvenih, vedenjskih, kognitivnih, in osebnostnih deficitov, kot so na primer popačeno dojemanje časa, osredotočenost na sedanjost in preteklost (v nasprotju s prihodnostjo), letargičnost, pasivnost, pomanjkanje samopodobe, pomanjkanje samozavedanja in določena samo-destruktivna vedenja.
Pride tudi do nekaj neugodnih fizioloških sprememb, kot so na primer zavrto delovanje imunskega sistema, povečan krvni tlak, motnje v spanju in povečano tveganje za smrt. Nevroznanstveniki ugotavljajo, da je sistem socialnega navezovanja, ki zagotavlja ustrezne socialne vezi, intrinzično povezan s sistemom za fizično bolečino. Dolgotrajna izpostavljenost socialni izključitvi torej vodi do splošne emocionalne in fizične otopelosti, kar le dodatno otežuje sposobnosti prihodnjega navezovanja stikov.
Zaradi teh neugodnih dejavnikov lahko pride do dveh nasprotujočih si vedenjskih odzivov: prva je v smer prosocialnosti, druga pa je v smer antisocialnosti. Teorija socialnega samonadzorovanja trdi, da se bodo izključene osebe skušale reintegrirati v socialno skupino s pretirano konformnostjo ali z drugimi poskusi pridobivanja naklonjenosti. Nasprotno pa lahko vodi socialna izključenost do večje agresivnosti, vključno s podajanjem bolj negativnih ocen o soudeležencih in averzivno vedenje (kričanje, zmerjenje itd.). V prvem primeru, gre se za težnjo zmanjšanja razlik med skupinami, zaradi česar pride do konformnosti, v drugem primeru pa se gre za povečano diferenciacijo med skupinama, pri čemer se le-ta drugačnost poudarja. Če oseba vidi možnost, da jih bodo lahko vrstniki sprejeli nazaj v družbo, potem bo verjetneje prišlo do prosocialnega vedenja, če pa ima oseba neko trajno nespremenljivo lastnost – npr. invalidnost – ki je ne more spremeniti, bo verjetneje prišlo do bolj negativnih, agresivnih ali antisocialnih odzivov. Vrsta odziva je odvisna od zaznane možnosti reintegracije v družbo.
Intrapsihično pa pride do zmanjšane samopodobe, povečane depresije, anksioznosti in osamelosti. Socialno anksiozne osebe se stalno bojijo zavrnitve oz. negativnih obsodb drugih. Ko se uresničjo ti strahovi v obliki socialne izključenosti se bodo takšne osebe verjetno umaknile vase in se izolirali pred družbo. ). Ker je tovrstna anksioznost v bistvu obrambni mehanizem, ki le vodi v večjo depresivnost in zmanjšano samopodobo, zasledimo začaran krog, ki zaščiti osebo pred zavrnitvijo, vendar ji tudi onemogoča nujno potrebno socialno inkluzijo.
Nenazadnje so raziskovalci zasledili določene kognitivne deficite, ki so posledica socialnega izključevanja. Upad kognitivnih sposobnosti pri socialno izključenih se imenuje »kognitivna dekonstrukcija«. Takšen upad inteligentnosti se je kazal tako v hitrosti in v točnosti reševanja kognitivnih nalog kot v logičnem in abstraktnem rezoniranju ter ni bil vezan na razpoloženje udeležencev. Raziskovalci povezujejo takšen kognitivni upad z zmanjšano zmožnostjo samo-regulacije, ki pomeni sposobnost inhibiranja ali kontroliranja impulzov. Socialno izključene osebe naj bi uporabljale večjo mero kognitivne kapacitete, da potešijo neugodne učinke izključevalnega sporočila. To konstantno potlačevanje negativnih čustev pomeni zmanjšano kognitivno zmožnost reševanja problemov. in posledično vodi do večje verjetnosti heteroagresivnega vedenja, saj oseba občuti, da prosocialno nadzorovanje negativnih čustev ne bo več prinašalo socialnih ugodnosti oz. sprejetja ali pripadnosti.
Zaradi prej omenjenih negativnih vplivov socialne izključenosti so programi socialne vključenosti nujni. Temu primerno je bilo na Svetovni konferenci o človekovih pravicah sprejeto načelo, da so vse temeljnje človeške svoboščine splošne in je zato nedopustno invalidom prikrajšati le-teh.

## Vsebina programov socialne vključenosti v Sloveniji
Evropska platforma proti revščini in socialni izključenosti si je privzela kot cilj, da bo do leta 2020 obvarovala 20 milijonov ljudi okoli Evrope pred revščino in socialno izključenostjo. Štiri glavna področja, kjer evropska komisija želi izboljšati položaj socialno izključenih, so:
a.	Zmanjšanje revščine
b.	Izboljšanje življenjskih pogojev
c.	Boljši dostop do trga delovne sil
d.	Boljša izobrazba
Programi socialne vključenosti v Sloveniji se predvsem osredotočajo na zaposlitveno rehabilitacijo, torej na zgoraj navedeno tretje glavno načelo.
Aktivacija inavlidnih posameznikov  se nanaša na ustvarjanje okolja, ki posameznike spodbuja k delu. Delovne vsebine v takšnem okolju, kot jih določa ZZRZI, vključujejo vse aktivnosti, ki so namenjene ohranjanju in razvijanju delovnih sposobnosti, pridobivanju delovne kondicije, delovnih kompetenc, vzdržljivosti in obremenljivosti uporabnikov. Po navadi gre za enostavna ročna dela, kot je sestavljanje, pakiranje ipd. V nekaj primerih pa se pojavlja še čiščenje, brušenje, šivanje, zeleni program ter kreativna ročna dela (izdelovanje voščilnic, barvanje pirhov, izdelovanje izdelkov iz gline ipd.).
Programi vključujejo tudi socialne vsebine, ki so namenjene pridobivanju in razvijanju socialnih spretnosti ter opolnomočenju uporabnikov. Primeri so: motiviranje, sprejemanje lastne invalidnosti, osebnostna rast, pridobivanje funkcionalnih znanj in kompetenc za življenjsko uspešnost in delo, funkcionalno in računalniško opismenjevanje, aktivnosti za pomoč uporabnikom pri premagovanju osebnih stisk in problemov, izvajanje preventivnih ukrepov za ohranjanje zdravja, bolj konkretno pa kreativne delavnce, gospodinjstvo, šivanje, krojenje, hišna opravila, hortikultura, tuji jeziki, kulturne dejavnosti.

## Vključitev v zaposlitveno rehabilitacijo
Postopek vključitve osebe v programe socialne vljučenosti poteka po naslednjih korakih:
1. Zavod RS za zaposlovanje izda vlogo (napotnico) za pridobitev statusa invalida ali za pridobitev pravice do zaposlitvene rehabilitacije
2. Temu sledi pridobitev mnenja o ravni delovnih sposobnosti, znanj, delovnih navad in poklicnih interesov
3. Rehabilitacijske komisije nato odločijo, ali bo status invalida priznan ali ne.
4. Če je priznan, sledi rehabilitacijski načrt in oceno zaposlitvenih možnosti.
5. Če se oceni, da je invalid zaposljiv, obstajajo štiri možnosti: lahko se vključi v realno delovno okolje ali v invalidska podjetja. Možni sta tudi zaščitna ali podorna zaposlitev.
6. Če se oceni, da invalid ni zaposljiv, je primeren za vključitev v programe socialne vključenosti

Uporabniki programov so upravičeni do:
- Denarne socialne pomoči glede na določila Zakona o socialnem varstvu
- Povrnitve dejanskih potnih strošov v času vključitve v program in obsegajo razdaljo od bivališča (stalnega ali začasnega) do izvajalca programa socialne vključenosti.
- Mesečne nagrade v povprečni višini 69 €
- Malice za vsak delovni dan v času trajanja izvajanja programa oziroma nadomestila skladno s Kolektivno pogodbo za dejavnost zdravstva in socialnega varstva Slovenije.

## Primeri programov socialne vključenosti v sloveniji

### ŠENT: Slovensko združenje za duševno zdravje
Program se izvaja vsak delovni dan po 6h. Poleg samega dela na konkretnem delovnem mestu se uporabnik lahko vključuje v delavnice, namenjene psihosocialni rehabilitaciji in integraciji v skupnost.
Delovne aktivnosti, ki jih nudimo v programu:
- delo v keramični delavnici
- izdelovanje darilne embalaže
- sestavljanje papirnatih izdelkov
- proizvodno kooperantsko delo

Cilji programa:
- vzpodbujanje socialne vključenosti,
- pridobivanje novih socialnih izkušenj in s tem izboljšanje komunikacijskih sposobnosti,
- pridobivanje in ohranjanje delovnih znanj, veščin in izkušenj,
- učenje sodelovanja v delovni skupini, organiziranja dela, prevzemanja odgovornosti, ipd.

Vključitev v program je prostovoljna. Če se izkaže, da se je zdravstveno stanje osebe toliko izboljšala, da upravičuje ponovno oceno delavnih zmožnosti, se lahko le-ta ponovi. V kolikor se izkaže izboljšavo stanja, se lahko zopet prijavi na Zavod za zaposlovanje kot iskalec zaposlitve.

### ZIP Center: Center za rehabilitacijo invalidov Koroške
Center za rehabilitacijo invalidov Koroške (CRIK) v okviru ZIP centra izvaja zaposlitvene rehabilitacije za invalide na osnovi koncesij MDDSZ leta 2006 in 2009.
Multidisciplinarni tim strokovnjakov (zdravnik – specialist medicine dela, prometa in športa, psihologinja, andragoginja, socialna delavka, delovni terapevt in tehnolog) si prizadeva za strokovno izvajanje storitev v skladu z določili ZZRZI, standardi storitev zaposlitvene rehabilitacije, kodeksom o ravnanju z invalidnostjo, poklicno strokovnostjo in etiko, osredotočenostjo na posameznika, usmerjenost v rezultate in namero po kontinuiranem razvoju/izboljšavah.
Tim  izvaja vse storitve zaposlitvene rehabilitacije za zaposlene in brezposelne invalide ter osebe v postopkih ugotavljanja invalidnosti, storitve s področja socialno-zdravstvenega varstva in aktivnosti s področja svetovanja, izobraževanja  ter  usposabljanja.  Usmerjen je v aktiviranje, spodbujanje in razvijanje pozitivnih lastnosti, sposobnosti, spretnosti in interesov posameznika s ciljem, da se posameznik zaposli,  zaposlitev obdrži in v njej napreduje.
Gre za sklop aktivnosti oziroma skupino naslednjih storitev za zaposlene in brezposelne invalide, ki vključuje svetovanje, vzpodbujanje in motiviranje invalidov k aktivni vlogi, priprava mnenja o ravni delovnih sposobnosti, znanj, delovnih navad in poklicnih interesov, pomoč pri sprejemanju lastne invalidnosti in seznanjanje o možnostih vključevanja v usposabljanje in delo, pomoč pri izboru ustreznih poklicnih ciljev, razvijanje socialnih spretnosti in veščin, pomoč pri iskanju ustreznega dela oziroma zaposlitve, analiza konkretnega delovnega mesta in delovnega okolja invalida, načrt prilagoditve delovnega mesta in okolja, načrt potrebnih tehničnih pripomočkov, usposabljanje oziroma pomoč pri usposabljanju na konkretnem delovnem mestu oziroma izbranem poklicu, spremljanje in strokovna pomoč pri usposabljanju in izobraževanju, spremljanje invalida na delovnem mestu po zaposlitvi, sprotno ocenjevanje uspešnosti rehabilitacijskega procesa, ocenjevanje doseganja delovnih rezultatov zaposlenih invalidov

### Druga društva, ki izvajajo zaposlitvene rehabilitacije za invalide
Za seznam vseh izvajalcev programov socialne vključenosti  v Sloveniji glej:
http://www.mddsz.gov.si/fileadmin/mddsz.gov.si/pageuploads/dokumenti__pdf/invalidi_vzv/SEZNAM_izvajalcev_programov_SV_za_obdobje_od_2015-2019__splet_MDDSZ__posodobitev_9.2.2015.pdf Arhivirano 2015-06-05 na Wayback Machine.

## Evalvacija programov socialne vključenosti
Univerzitetni rehabilitacijski inštitut, Soča je leto 2014 izvedel obsežno evalvacijo izvajanja programov socialne vključenosti. Ocenili so izvajanje programov na dveh področjih: programsko – kakovost delovnih in psihosocialnih programov, in finančno, ki zajema področje prihodkov, stroškov in nagrad uporabnikom programa (prva evalvacija).
Število vključenih v programih socialne vključenosti je bilo ob koncu leta 2009 skupno 272 oseb. To predstavlja 124 indeksnih točk rasti glede na konec leta 2006 (prva evalvacija). Ob koncu leta 2013 pa je bilo skupno vključenih že 477 uporabnikov na 36 različnih lokacijah v Sloveniji (druga evalvacija). Mreža izvajalcev se je torej v obdobju od 2006 do 2013 ustrezno razvijala – s programom socialne vključenosti so bila v letu 2013 pokrita vsa območja v Sloveniji, kar sledi načelu dostopnosti za vse. Število lokacij, kjer se izvaja program, se je povečalo za 61%, iz 22 lokacij v letu 2009 na 36 lokacij v letu 2013. Iz razpoložljivih podatkov je moč videti, da je več kot polovica uporabnikov (56%) vključena pri 4 izvajalcih (Ozara, Šent, Zavod Detel in Želva).
Ob povečanju števila vključenih v programih socialne vključenosti pa je treba omeniti tudi naraščajoče število izdanih odločb o nezaposljivosti. Za celotno obdobje od 2006-2013 opažamo trend, da se povečuje število odločb o nezaposljivosti nesorazmerno hitreje kot se povečuje število vključenih v programih socialne vključenosti. To pomeni, da se pojavlja nova skupina oseb, ki so nezpoasljive, obenem pa se ne vključujejo v nobenega od trenutno razpoložljivih programov.
Nagrada, ki jo prejmejo uporabniki programa socialne vključenosti, lahko znaša od 5 do 15 % minimalne plače. Povprečna mesečna nagrada uporabnikov se je od leta 2006 do leta 2009 zviševala iz povprečnih 56 evrov na povprečnih 82 evrov, kar predstavlja 46 % porast, nato pa je sledilo znižanje v obdobju 2010–2013. V letu 2013 je znašala povprečna mesečna nagrada 76 evrov. Najnižja je bila v Papilotu (42 evrov) in najvišja v Ozari (143 evrov). Iz podatkov je razvidno, da praviloma izvajalci, ki dosegajo višji delež lastnih prihodkov, izplačujejo v povprečju tudi višjo nagrado uporabnikom. Zadovoljstvo z nagrado je deljeno, polovica uporabnikov (51 %) z nagrado ni zadovoljnih, saj menijo, da je prenizka. Ostali na višino nagrade nimajo pripomb. Raziskovalci so tudi vprašali, koliko bi uporabniki po njihovem mnenju potrebovali za njihov način življenja. V povprečju navajajo 650 evrov, od minimalnega zneska 270 pa do 1500 evrov.